# Pays-d’Enhaut (Tal)

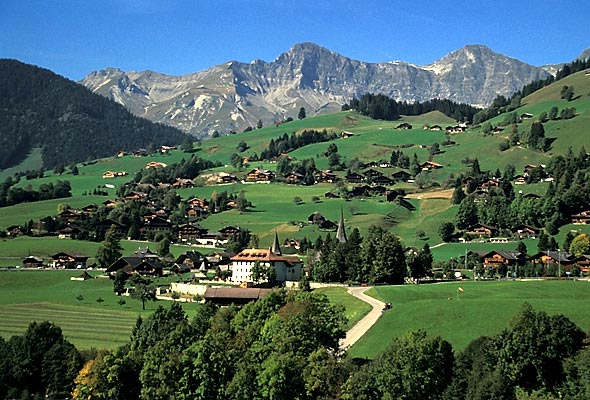
Blick auf Rougemont mit Schloss und Kirche; im Hintergrund der Vanil Noir

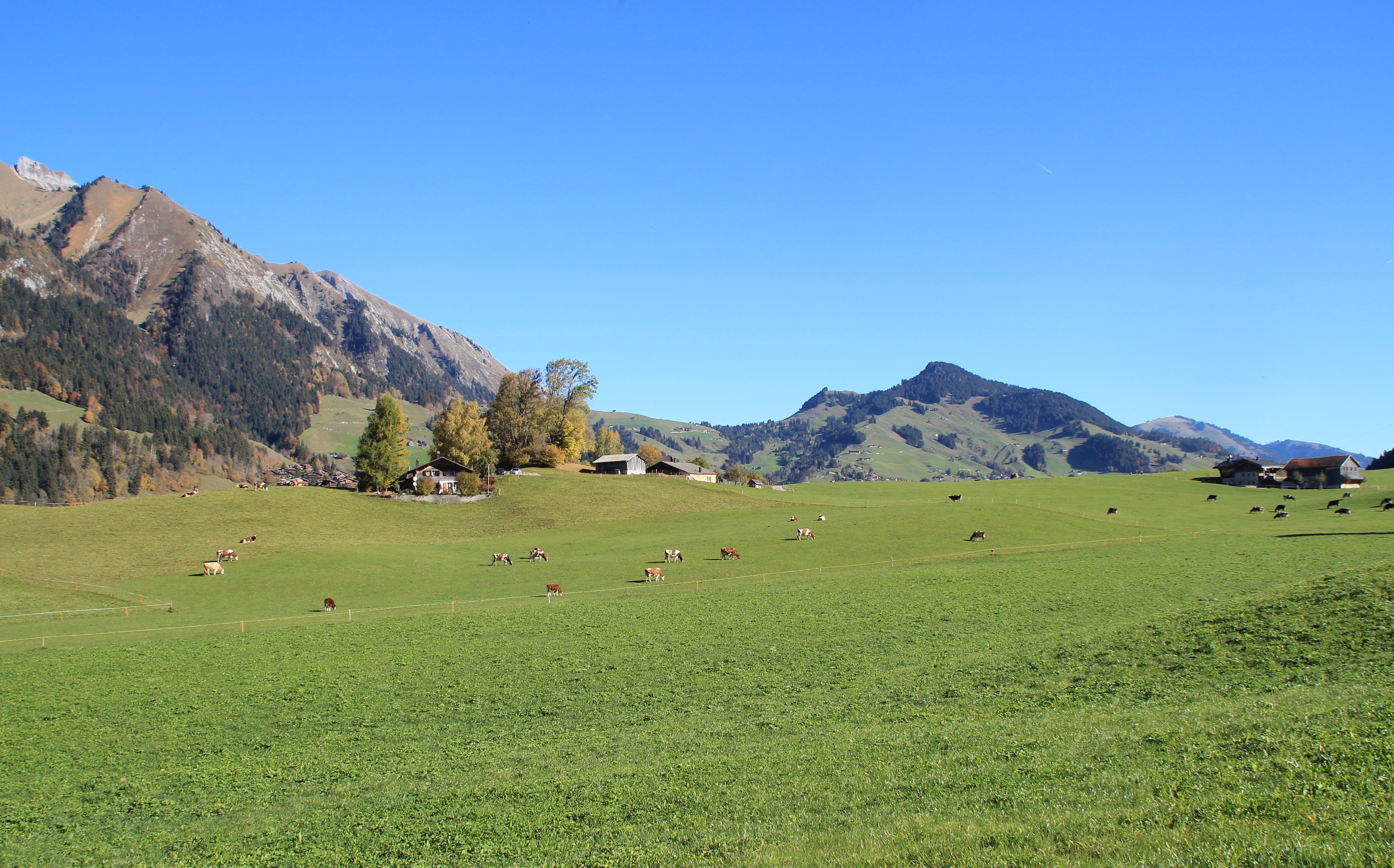
Landschaft bei Château d’Œx

Das Pays-d’Enhaut ist eine Talschaft der Saane im Schweizer Kanton Waadt. Sie bildete bis 2007 den Bezirk Pays-d’Enhaut und gehört seither zum Bezirk Riviera-Pays-d’Enhaut. Die Talschaft umfasst die Gemeinden Rougemont VD, Château-d’Oex und Rossinière. Diese enthalten auch grössere Weiler wie L’Étivaz, Les Moulins und La Tine.

## Landschaft
Das Pays-d’Enhaut ist der waadtländische Abschnitt des Saanetales zwischen dem Quellgebiet im Berner Saanenland und dem voralpinen Gebiet des Freiburger Greyerzerlandes. Die Ortschaften Rougemont und Rossinière sind überwiegend von den für das Berner Oberland typischen Chalet-Bauten geprägt, während der Hauptort Château-d’Œx auch eine Vielzahl steinerner Bauten aufweist.

## Geschichte
Im Mittelalter gehörte die Talschaft zur Grafschaft Greyerz. 1555 wurde es Teil des Verwaltungsgebietes von Bern, namentlich der Landvogtei Saanen. Seit 1803 gehört es zum Kanton Waadt. Die landwirtschaftlich geprägte Region, die bis dahin eine der Hauptverbreitungsgebiete der Küher gewesen war, erlebte mit dem Aufkommen des Alpintourismus gegen Ende des 19. Jahrhunderts einen Aufschwung.

## Tourismus
Die Talschaft gehört zu den beliebtesten Ferienregionen im Kanton Waadt. Dazu tragen die Bergbahnen auf La Videmanette und La Braye sowie die Nähe zu den Ski- und Wandergebieten Gstaad, Les Mosses und Les Diablerets bei. Daneben ist die Talschaft für das intensiv gepflegte Schnitzerei-Handwerk und eine Vielzahl an Antiquitätengeschäften berühmt. Bekannt ist auch das jährlich stattfindende Internationale Ballonfestival in Château-d’Œx.

## Sehenswürdigkeiten
Im historischen Hauptort des Tales, in Rougemont, sind neben einem hervorragenden Ortsbild mit Chalets eine romanische Kirche und ein Schloss erhalten. In Château-d’Œx throhnt die gotische Kirche St-Donat auf einem Hügel über dem Ortskern. Dort befindet sich auch das Heimatmuseum des Tales.
Der Lac de l’Hongrin ist einer der grössten Stauseen der Schweiz. Wesentlich kleiner ist der in der Talsenke gelegene Lac du Vernex. Zu den markantesten Bergen gehören La Videmanette und der Vanil Noir mit zum Teil spektakulären Felsformationen.